# Polizistenmord von Holzminden

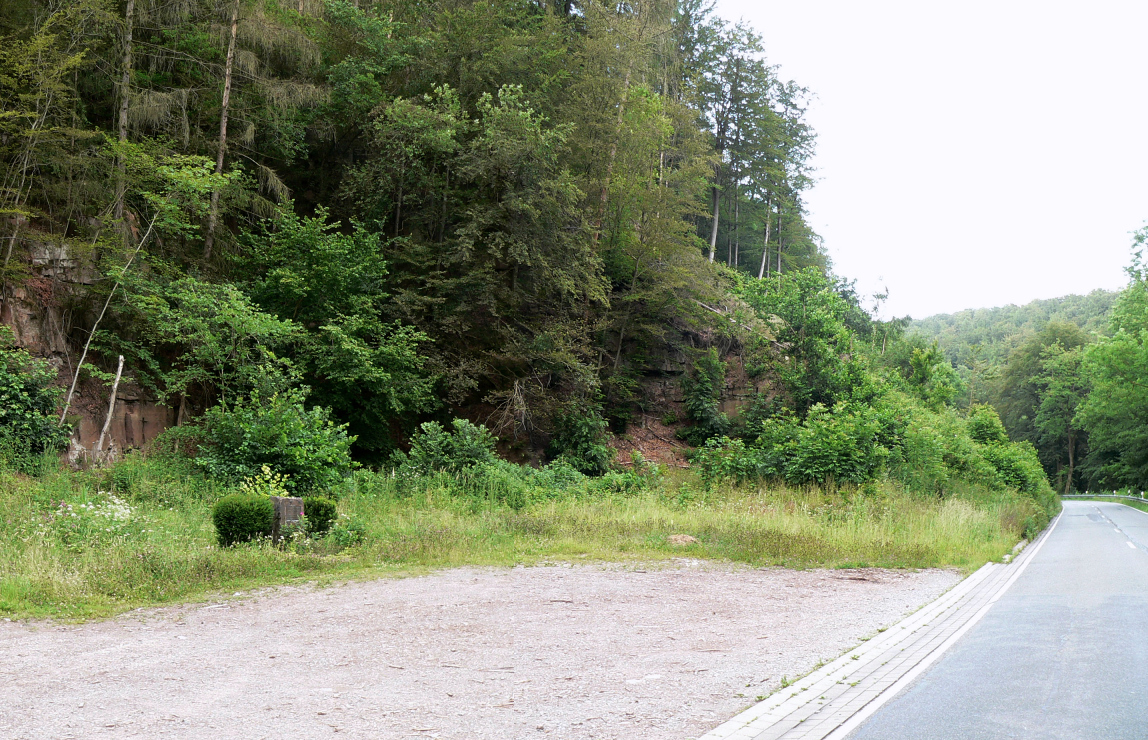
Der Tatort Waldparkplatz Rottmündetal im Solling mit dem Gedenkstein für die Opfer, 2014

Bei dem Polizistenmord von Holzminden wurden am 12. Oktober 1991 zwei Beamte der Polizei Niedersachsen auf einem Waldparkplatz im Solling nahe Boffzen erschossen. Nach einer aufwändigen Fahndung konnte man die beiden Täter vier Tage später festnehmen. Der Mord an den beiden Polizeibeamten und der lang andauernde Gerichtsprozess erregten bundesweites Aufsehen.

## Tathergang

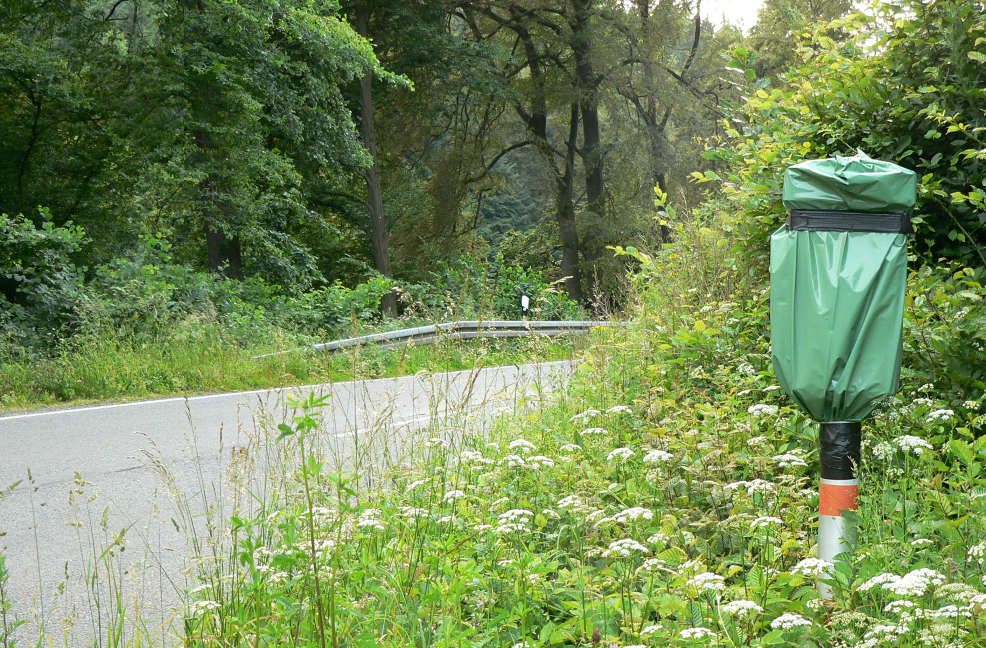
Abgedeckte Notrufsäule auf dem Waldparkplatz Rottmündetal, 2014

Am 12. Oktober 1991 um 2:29 Uhr nachts ging von der Notrufsäule am Waldparkplatz Rottmündetal an der Landesstraße 549 zwischen Neuhaus im Solling und Boffzen ein Anruf bei der Polizei im nordrhein-westfälischen Höxter ein:

„Äh gut’n Tach, Meier mein Name. Ich hab’n, äh, Wildunfall. Könnten Sie wohl jemanden vorbeischicken? Keiner verletzt, is’ nur ein bisschen an der Stoßstange.“

Für den Polizeibeamten, der den Anruf entgegennahm, sah der Einsatz nach einer Kleinigkeit aus. Er verständigte seinen Kollegen im niedersächsischen Holzminden, weil die Stelle des angeblichen Wildunfalls in deren Zuständigkeitsbereich fiel.
Die beiden Polizeiobermeister Andreas Wilkending aus Holzminden und Jörg Lorkowski aus Lüchtringen, die soeben einen Autofahrer zur Blutalkoholkontrolle ins Krankenhaus gefahren hatten, erreichte die Meldung wenige Minuten später; sie fuhren mit ihrem zivilen Streifenwagen, einer maronenroten VW Passat Limousine, zu dem abgelegenen Parkplatz. Dort endete der Kontakt zu den Beamten.
Rund eineinhalb Stunden nach dem letzten Kontakt beorderte der besorgte Einsatzleiter einen weiteren Streifenwagen zu dem Waldparkplatz. Die Streifenpolizisten entdeckten dort zunächst keine Spur der Kollegen; als sie das Gelände ausleuchteten, fanden sie Blutspuren, Zahn- und Knochensplitter, Gewebespuren und Patronenhülsen des Kalibers 7,62 × 51 mm.
Gegen 10 Uhr am selben Tag fand ein Jäger den Streifenwagen der Ermordeten ausgebrannt und mit zahlreichen Einschusslöchern auf dem Truppenübungsplatz Senne. Die beiden Polizisten blieben verschwunden; eine der größten Suchaktionen der deutschen Nachkriegsgeschichte begann: bis zu 6000 Menschen aus drei Bundesländern suchten sie; Taucher suchten die Weser in der Nähe des Tatortes ab.

## Ermittlungen und Festnahme
Neben der normalen Fahndung der Polizei wurde eine Telefonnummer eingerichtet, unter der der Anruf von „Herrn Meier“ abgehört werden konnte. Die vom kriminaltechnischen Institut des Bundeskriminalamts aufbereitete Telefonansage brachte hunderte Hinweise aus der Bevölkerung.
Ein Anwohner in der Nachbarschaft der Täter erkannte die Stimme; die ausgesetzte Belohnung von 50.000 DM habe diesen aus Sicherheitsbefürchtungen nicht bewegen können, die Polizei zu informieren. Die meisten übereinstimmenden Hinweise aufgrund der Tonaufzeichnung kamen dabei von Häftlingen und Vollzugsbeamten der Justizvollzugsanstalt Bielefeld-Brackwede. Sie identifizierten den Anrufer als den damals 29-jährigen Dietmar Jüschke, der wenige Wochen zuvor wegen guter Führung vorzeitig aus einer zehnmonatigen Haftstrafe entlassen worden war.
Vier Tage nach dem Verbrechen stürmte am 16. Oktober 1991 gegen 21.30 Uhr ein Spezialeinsatzkommando der Polizei Bielefeld ein Haus in Bredenborn im Kreis Höxter, in dem sich Dietmar Jüschke und seine beiden Brüder aufhielten. Während Dietmar und der jüngste der drei Brüder, Ludwig, ohne Probleme überwältigt wurden, versuchte Manfred sich das Leben zu nehmen, indem er sich ein Jagdmesser zweimal in die Brust und ein feststehendes Stiefelmesser zweimal in den Hals stach.
In einem Hohlraum unter dem Dachboden des Hauses wurden mehrere Munitionsarten, zwei Maschinenpistolen und das G3-Sturmgewehr (212252 Bw1/63) samt Zielfernrohr gefunden. Später wurden in einem Erddepot in der Nähe des Wohnortes auch die Dienstwaffen der Polizisten und große Mengen Munition gefunden.
Etwa eine Woche nach der Tat legte Dietmar Jüschke ein Geständnis ab. Zuvor hatte ihn sein 25-jähriger Bruder Ludwig in einem Geständnis belastet. In der Nacht zum 18. Oktober führte Dietmar Jüschke die Polizei zu dem Versteck in einem Waldstück im Nordosten des Truppenübungsplatzes Senne, wo die Leichen der beiden Polizisten am Anfang einer dicht bewachsenen Nadelbaumschonung vergraben waren. Die beiden waren unmittelbar nach ihrer Ankunft auf dem Parkplatz aus einer Entfernung von unter sieben Metern mit 13 Schüssen aus dem G3-Sturmgewehr ermordet worden. Sie hinterließen jeweils eine Ehefrau und zwei Kinder.

## Gerichtsverfahren und Ermittlungen zu früheren Straftaten

### Gerichtsverfahren
Der Fall kam vor der Schwurgerichtskammer des Landgerichts Hildesheim zur Verhandlung. Der Prozess umfasste 180 Verhandlungstage, in denen die sechs Verteidiger fast 100 an der Festnahme der Täter beteiligte Polizisten in den Zeugenstand beriefen. Die Kosten des Prozesses sollen sich auf über eine Million DM belaufen haben. In dem Prozess belastete Manfred seinen älteren Bruder Dietmar stark als Haupttäter, während sich Ludwig in Widersprüche verstrickte und eine Tatbeteiligung später nicht mehr nachgewiesen werden konnte.
Rund zweieinhalb Jahre nach der Eröffnung des Prozesses erfolgte die Urteilsverkündung am 21. Februar 1995. Der Hauptangeklagte Dietmar Jüschke wurde zu einer lebenslangen Freiheitsstrafe wegen zweifachen Mordes verurteilt. Darüber hinaus wurde vom Gericht eine besondere Schwere der Schuld festgestellt und zudem eine anschließende Sicherungsverwahrung angeordnet. Das Motiv des Täters war laut dem Landgericht Hildesheim „allgemeiner Hass auf die Polizei“.
Manfred Jüschke wurde wegen Beihilfe zum Mord und Beihilfe zum schweren Raub zu einer zehnjährigen Gefängnisstrafe verurteilt.
Ludwig Jüschke wurde vom Vorwurf der Beihilfe zum Mord mangels Beweisen freigesprochen, erhielt jedoch für seine Beteiligung am Überfall auf die Bundeswehrkaserne wegen Beihilfe zum schweren Raub eine zweijährige Freiheitsstrafe auf Bewährung.
Im Rahmen des Ermittlungsverfahrens gegen die Brüder konnten weitere Straftaten aufgeklärt werden, die teilweise im Zusammenhang mit dem Mord an den Polizisten standen. So wurde bei einem Einbruch die Munition gestohlen und bei einem Überfall die Tatwaffe geraubt.
Manfred Jüschke und Ludwig Jüschke leben mittlerweile unter neuen Namen im Kreis Höxter.

### Haftzeit
Im Jahr 2010 setzte die Strafvollstreckungskammer des Landgerichts Lüneburg mit Sitz in Celle die Mindestverbüßungszeit für Dietmar Jüschke auf 25 Jahre fest. 2018 lief die Mindeststrafe von 25 Jahren ab und die Strafvollstreckungskammer Göttingen prüfte eine vorzeitige Entlassung. Das Gericht lehnte sie ab, weil die Voraussetzungen dafür nicht vorlagen. Anfang 2020 lehnte Dietmar Jüschke eine gesetzlich vorgeschriebene Haftprüfung ab. Im August 2020 stellte er einen Antrag auf Haftentlassung, dem die Staatsanwaltschaft Hildesheim als Strafverfolgungsbehörde widersprach. Die letztliche Entscheidung über eine Freilassung traf das Landgericht Lüneburg nach Einholung eines Gutachtens. Die Entlassung hing davon ab, ob die Gefährlichkeit des Verurteilten weiter besteht.
2016 wurde bekannt, dass Dietmar Jüschke in der JVA Rosdorf einsitzt. 2021 war er in der JVA Celle inhaftiert.
Ursprünglich sollte Dietmar Jüschke im Juli 2024 auf Bewährung aus dem Gefängnis entlassen werden. Das Landgericht Lüneburg verschob seine Entlassung zunächst wegen einer fehlenden Wohnanschrift nach seiner Haftzeit. Durch einen entsprechenden Nachweis wurde er Anfang August 2024 aus der Haft entlassen.

### Neueres zum Tathintergrund
2016 äußerte sich ein damals ermittelnder und inzwischen pensionierter Polizeibeamter zu dem Fall. Er hält die öffentliche Darstellung der Tat für falsch, da seiner Einschätzung nach das Motiv für die Tat nicht der in den Medien verbreitete „allgemeine Polizistenhass“ gewesen sei. Nach seinem Wissen, das auf Vernehmungen des jüngeren Bruders Ludwig beruht, habe Dietmar Jüschke gegen einen bestimmten Polizisten Hass entwickelt, der wegen einer Reihe von Straftaten gegen ihn ermittelt hatte und ihn gegängelt habe. Dietmar Jüschke habe den Plan gefasst, sich an ihm zu rächen. Vorbild dafür sei die Fernsehserie Das A-Team gewesen. Der Hinterhalt habe dazu gedient, eine Dienstwaffe zu erbeuten, um den geplanten Mord an dem Polizeibeamten als Selbstmord erscheinen zu lassen. Diese Auffassung zum Tathintergrund wird von den damaligen Beteiligten aus Justiz und Behörden nicht geteilt.

### Frühere Straftaten auf Militäreinrichtungen

#### Einbruch in ein Munitionsdepot in der Rommel-Kaserne in Augustdorf 1986
Den Brüdern wurde auch ein Überfall auf die Generalfeldmarschall-Rommel-Kaserne (Augustdorf) am Sonntag, 21. Dezember 1986 angelastet. Dort verschafften sie sich Zugang zu einem Munitionsdepot und entwendeten zwei Holzkisten mit insgesamt 3600 Schuss Munition, darunter 800 Schuss Gewehrmunition Kaliber 7,62 × 51 mm und 2500 Schuss Patronen DM11 9 × 19 mm für Maschinenpistolen.

#### Diebstahl auf dem Truppenübungsplatz Senne 1987
Auf dem von britischen Soldaten genutzten Truppenübungsplatz Senne erfolgte ein Überfall am Sonntag, 5. April 1987 auf Soldaten einer niederländischen Panzerkompanie, die sich im Biwak befand. In einem 10-Mann-Zelt wurde einem schlafenden Soldaten die in seiner Nähe befindliche Maschinenpistole vom Typ Uzi gestohlen. Aus einem abgestellten Militär-Jeep entwendeten die Täter zudem zwei Seesäcke mit diversen Ausrüstungsgegenständen sowie einen Stahlhelm.

#### Raubüberfall auf eine Bundeswehrstreife in der Rommel-Kaserne in Augustdorf 1987
Zwei Bundeswehrsoldaten waren am Sonntag, 19. April 1987 auf Streife auch in der Nähe der Standortverwaltung (StOV) in Augustdorf. Um 2 Uhr nachts drangen zwei Täter auf das Militärgelände und lauerten beim Übergang zwischen Standortverwaltung und Kasernengelände den beiden Streifenposten auf. Es kam zu einem Feuergefecht, bei dem die beiden Täter ebenfalls eine Maschinenpistole des Typs Uzi benutzten. Trotz gezielter Schüsse der Wachen konnten die beiden Täter flüchten. Bei einem Vergleich der Projektile wurde 1988 festgestellt, dass beim Überfall auf die Yorck-Kaserne mit derselben Uzi geschossen wurde.

#### Überfall auf die Yorck-Kaserne in Stadtoldendorf 1988
Bei dem nächtlichen Überfall am Sonntag, 15. Mai 1988, auf eine Bundeswehrstreife in der Yorck-Kaserne in Stadtoldendorf wurde die Tatwaffe erbeutet. Dabei wurde ein Metallzaun zerschnitten, ein Wachsoldat mit einem Knüppel niedergeschlagen und ihm dann die Dienstwaffe entrissen. Der zweite Wachsoldat des Panzerartilleriebataillons 15 gab einen Warnschuss ab, worauf die Täter mit einer Maschinenpistole vom Typ Uzi zurückfeuerten. Dies führte zu weiteren Ermittlungen zu früheren Straftaten auf Militärstützpunkten, bei denen in einem Fall auch die verwendete Maschinenpistole vom Typ Uzi im April 1987 auf Soldaten abgefeuert wurde.
Die Kripo Holzminden und Kripo Detmold unter Leitung von Kriminalhauptkommissar Udo Golabeck ermittelten und die ZDF-Fernsehsendung Aktenzeichen XY … ungelöst zeigte den Kriminalfall am 10. Februar 1989. Eine Auslobung von  5000 DM für Hinweise zur Ergreifung der Täter führte zu keinem Ermittlungserfolg.

## Erbauseinandersetzung zwischen den Brüdern
Im Juni 2003 verklagte der im Gefängnis sitzende Dietmar den jüngsten Bruder Ludwig auf den Pflichtteil aus dem Nachlass des Vaters. Dietmar Jüschke war nach seiner Tat von dem Vater enterbt worden. Da Manfred freiwillig auf seinen Erbteil verzichtete (Erbausschlagung), war Ludwig einziger Erbe. Das Landgericht Paderborn gab der Klage statt.

## Gedenken für die Opfer

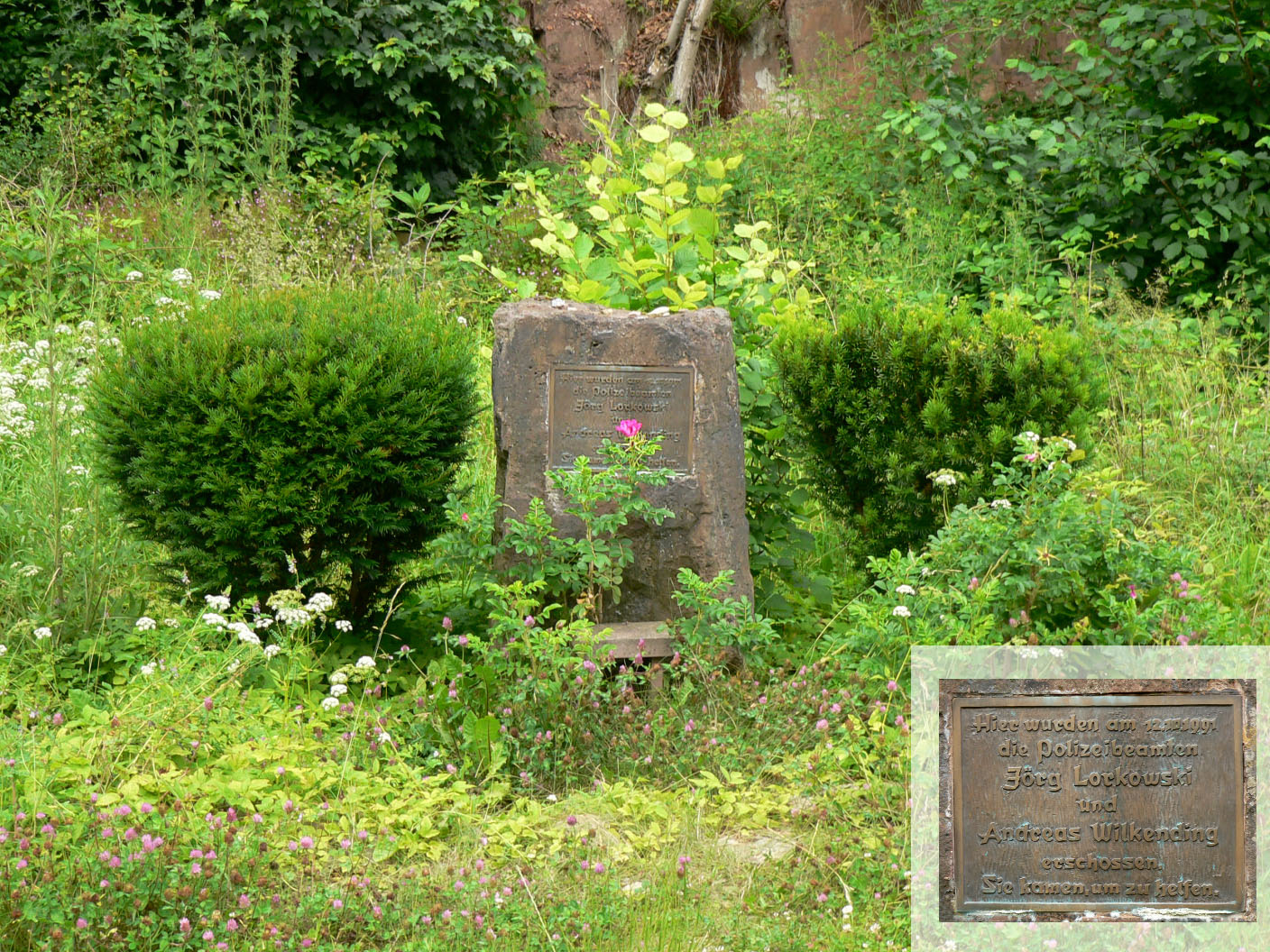
Gedenkstein für die ermordeten Polizisten am Tatort des Waldparkplatzes Rottmündetal, 2014

Am Tatort wurde ein Gedenkstein aufgestellt, der an die beiden Opfer erinnert. Im Holzmindener Polizeigebäude erinnert eine Steintafel an das Geschehen und die getöteten Beamten. Am 25. Jahrestag der Tat im Jahr 2016 gedachten Polizeiangehörige sowie Familienangehörige der beiden ermordeten Polizeibeamten in Holzminden mit einer nicht öffentlichen Feier ihrer ermordeten Kollegen bzw. Angehörigen. Am Volkstrauertag im Jahr 2019 beschmierten Unbekannte den Gedenkstein mit weißer Farbe.

## Fernseh-Beitrag
- In Falle gelockt: Polizisten brutal hingerichtet, 12.27 Minuten, WDR Lokalzeit MordOrte 18. Juli 2022